# Isole della laguna
Isole della laguna è un cortometraggio documentario del 1948 diretto da Luciano Emmer e Enrico Gras.